# Анохин, Сергей Николаевич
Серге́й Никола́евич Ано́хин (19 марта [1 апреля] 1910, Москва — 15 апреля 1986, Москва) — советский лётчик-испытатель, полковник (1947), Герой Советского Союза (1953), заслуженный лётчик-испытатель СССР (1959), лауреат Сталинской премии второй степени (1953). В мае 1945 года во время лётных испытаний потерял левый глаз, но после восстановления вернулся к лётной работе.

## Биография

### Ранние годы
Родился 19 марта (1 апреля) 1910 года в семье бухгалтера. После окончания в 1926 году 7 классов средней школы № 3 в Замоскворечье, работал в Москве с мая 1928 рабочим-путеремонтником на Рязанско-Уральской железной дороге, с сентября 1929 чернорабочим Измайловской электроподстанции.

В 1928 году окончил автомобильные курсы и в январе 1929 — феврале 1932 работал водителем автобуса и контролёром Басманного и Ордынского автобусных парков.
Подавал заявление в Ленинградскую военно-теоретическую школу ВВС, но не прошёл медкомиссию. В 1929 году начал летать на планере ИТ-4бис, построенном в кружке планеристов при клубе им. Кухмистерова. Учился без отрыва от работы. В 1930 году окончил Московскую планерную школу. Продолжая работу в автобусном парке, занимается подготовкой планеристов в Московской планерной школе.
В 1931 году окончил Высшую лётно-планерную школу в Коктебеле. С июня 1931 — курсант, с ноября 1931 — командир отряда в ВЛПШ.

### Лётная карьера
1 сентября 1933 года на планерных состязаниях в Коктебеле впервые в термических потоках на планере обогнул гору Карадаг. 15 сентября того же года установил всесоюзный рекорд продолжительности полёта на одноместном планере — 15 часов 47 минут (на планере ПС-1).
В мае 1934 года участвовал в первом буксировочном перелёте трёх планеров Г-9 за самолётом Р-5 (пилоты планеров — С. Н. Анохин, Н. Я. Симонов, И. И. Шелест; пилот Р-5 — Н. Д. Федосеев). Аэропоезд стартовал из Москвы 22 мая 1934 года и с промежуточными посадками достиг Коктебеля.
2 октября 1934 года выполнил эксперимент по испытанию планера Рот Фронт-1 с преднамеренным разрушением его в воздухе. Игорь Шелест присутствовал при этом полёте и так вспоминал о нём:

 Когда Анохин приближался к скорости 220 километров в час, стал нарастать гул. С увеличением скорости гул становился громче и тон его выше, как у подтягиваемой струны. Сначала слетела и пронеслась над головой крышка кабины со всеми пилотажными приборами. Едва он подумал, что надо выходить из пикирования, как планер со страшным треском разрушился на множество частей. Анохина выбросило. Сосчитав до десяти, он дёрнул кольцо парашюта.
Вывод комиссии стал известен позже: после отделения крышки кабины произошло скручивание правого крыла. От резкого торможения испытателя выбросило из кабины, разорвав в четырёх местах привязные ремни. Крыло, оторвавшись, ударило по рулям; хвостовая балка и рули тут же разрушились. Последующие два дня все были под впечатлением необычайного испытания. В газетах печатались статьи, посвящённые подвигу Анохина. Западная печать назвала полёт «Игрой со смертью», «необычайным испытанием на прочность». В адрес слёта пришла телеграмма из Америки: «За любую цену покупаем киноплёнку, фиксирующую этот неслыханный эксперимент». Увы! К общей досаде, такой киноплёнки не существовало. На слёте мы не имели тогда авиационных киноаппаратов, да и другой регистрирующей аппаратуры было весьма немного. И всё-таки авиационная наука получила ценнейший экспериментальный материал, подтверждающий расчёты профессора Ветчинкина.
18 октября 1934 года установил всесоюзный рекорд продолжительности полёта на планере (Г № 2) — 32 часа 11 минут. В октябре 1934 года выполнил экспериментальный прыжок с парашютом со сверхнизкой высоты методом срыва на планере «П. П. Постышев» и установил всесоюзный рекорд высоты полёта на планере (Г № 2) — 2340 метров.
В 1934 году в Феодосии написал (совместно с Н. Я. Симоновым) «Курс учебно-лётной подготовки ВЛПШ».
В 1934 году ему присвоено звание «Мастер планерного спорта СССР», в 1935 за большие заслуги в развитии планеризма удостоен Грамоты ЦИК СССР.
В 1935 году окончил Московскую парашютную школу.
С апреля 1935 года по 1940 год — лётчик-инструктор, инструктор-парашютист Турецкого авиационного общества в Анкаре.
С января 1940 года — командир звена, с 31 марта — командир отряда, с 3 октября 1941 года — командир планерной эскадрильи Центрального аэроклуба им. Чкалова в Тушино.
В ноябре 1941 года присвоено звание «Мастер парашютного спорта СССР».

### Военные годы
20 ноября 1941 года призван в армию и назначен командиром планерной группы, с 22 декабря — командир звена лётно-испытательного отряда Воздушно-десантных войск Калининского фронта.
28 декабря присвоено воинское звание старший лейтенант. Совершил около 200 боевых вылетов, в том числе в тыл врага.
С апреля 1942 года — командир отряда Опытно-испытательного полигона ВДВ в Медвежьих Озёрах, с ноября — командир звена и отряда отдельной испытательной авиаэскадрильи ВДВ. Проводил испытания десантной техники на Опытно-испытательном полигоне.
В ночь на 17 марта 1943 года С. Анохиным и лётчиком А. В. Жилютовым был выполнен единственный за время Великой Отечественной войны взлёт планера с партизанского аэродрома (был произведён взлёт планера Г-11 на коротком тросе за самолётом СБ). За этот полёт С. Анохин получил свою первую награду — орден Красного Знамени.
В июне 1943 года по личному распоряжению члена ГКО Г. М. Маленкова был откомандирован в ЛИИ для проведения испытаний самолёта «302», одного из первых истребителей-перехватчиков с ЖРД (самолёт был испытан лишь в планерном варианте). С сентября 1943 переведён в Москву в опытный лётный отряд, проводил испытания планера А-40, предназначенного для десантирования по воздуху лёгкого танка Т-60 методом буксировки за самолётом (танк с приделанными крыльями).
С 14 октября 1943 года — лётчик-испытатель ЛИИ.
В марте 1944 года присвоена квалификация «лётчик-испытатель 3-го класса», в июле 1945 года — «лётчик-испытатель 2-го класса».
15 мая 1944 года выполнил первый полёт и потом провёл испытания самолёта Як-7Б. В это же время проводил лётные исследования по влиянию перегрузки на организм и работоспособность лётчика в полёте: выполнил ряд испытательных полётов на высотном самолёте-перехватчике Як-3ПД на высотах более 13000 метров (сложность полётов заключалась в отсутствии герметичной кабины на самолёте).

### После войны
15 мая 1945 года при контрольных испытаниях истребителя Як-3 на прочность произошло разрушение самолёта, Анохин получил тяжёлые ранения и потерял левый глаз. После усиленных тренировок разработал глубинное зрение (зрительное восприятие трёхмерности пространства). Уже в декабре 1945 года возвратился к лётно-испытательной работе в ЛИИ.
В 1947—1948 годах совместно с С. Амет-Ханом и Н. С. Рыбко проводил испытания летающих лабораторий ЛЛ-1 (с прямым крылом) и ЛЛ-2 (с крылом обратной стреловидности в 30°) конструкции П. В. Цыбина. В полётах на ЛЛ-2 была достигнута максимальная скорость, равная М=0,87. Во время испытаний был получен большой экспериментальный материал по измерению аэродинамических характеристик, распределению давления по крылу и оперению на околозвуковых скоростях, перемещению скачков уплотнения по крылу.
С 8 мая 1947 года лётчик-испытатель 1-го класса, с 1949 — полковник.
С 1947 года прикомандирован к ОКБ А. С. Яковлева. С ноября 1947 года выполнил первые полёты и провёл испытания Як-25 и Як-16, в 1948 году — испытания Як-30, И-215, Ла-174, с 1949 года — Як-23УТИ, Як-50 (реактивный), Як-19 и Як-20. 22 марта 1950 года на реактивном самолёте Як-50 Анохиным была достигнута рекордная в стране скорость у земли — 1170 км/час (М=0,98). Принимал участие в испытаниях И-320 «Р-2» (1950 год), Як-11У и Як-18У (1951 год).
Одновременно с работой в ОКБ А. С. Яковлева проводил испытания 2-го и 3-го экземпляров МиГ-15 (в 1948 г.), а также Су-11, Су-15 (в 1949). Летом 1949 года провёл скоростные рулёжки первого отечественного сверхзвукового (по расчётам) самолёта Су-17 («Р»).
В феврале 1951 года был представлен к званию Героя Советского Союза, однако представление не было реализовано.
В 1951 году принял участие в испытаниях системы «Бурлаки». Эта система была разработана для увеличения дальности полёта истребителей сопровождения стратегических бомбардировщиков (пилот МиГ-15бис в полёте производил сцепку со специальным тросом, который выпускал Ту-4, затем выключал двигатель и продолжал полёт в безмоторном режиме).
В 1951—1953 годах совместно с С. Амет-Ханом, Ф. И. Бурцевым и В. Г. Павловым проводил испытания пилотируемого аналога крылатой ракеты КС («Комета»). За проведение этих испытаний С. Н. Анохину 3 февраля 1953 года было присвоено звание Героя Советского Союза (медаль «Золотая Звезда» № 10865). Он также был удостоен Сталинской премии 2-й степени.
Руководил планерной секцией Совета ДОСААФ, участвовал во Всесоюзных планерных состязаниях. За выдающиеся достижения в авиационном спорте 20 июня 1950 года присвоено звание «Заслуженный мастер спорта СССР», в 1951 году — звание «Судья всесоюзной категории по планеризму», в 1956 году удостоен диплома Поля Тиссандье, присуждаемого ФАИ.
В 1953 году провёл испытания самолётов МиГ-21Ф на штопор и МиГ-19 на динамический потолок, в 1956 — Ту-104 и Як-26, в 1958 — Як-28.
Был первым из лётчиков-испытателей, начинавшим в 1956 году на базе ЛИИ большую программу лётных исследований для оценки влияния на окружающую среду звукового удара и шума сверхзвуковых самолётов. Научное руководство этими работами вплоть до начала 1970-х годов осуществляли И. В. Остославский и А. Д. Миронов. Одним из результатов стало принятие в СССР правил, разрешающих полёты со сверхзвуковой скоростью только на высотах не ниже 10000 м.
В 1957 году совместно с Г. М. Шияновым провёл испытания СМ-30 (системы запуска самолёта МиГ-19 с наземной катапульты). В 1958 году — испытания Ту-104 на устойчивость и управляемость, в 1959 году — испытания Ту-16 на срыв и сваливание.

 У самого Анохина на Ту-16 тоже было необычайное приключение. При испытаниях с имитацией невесомости требовалось проверить возможность запуска двигателя блока «Л» перед нашими очередными пусками по Венере. Блок «Л» не запустился, но загорелся. Анохин приказал экипажу покинуть самолёт: авария была неизбежной. Фонари на штатных местах почему-то не открывались. Люди бросились в хвост и прыгали из хвостовой точки. Анохин пытался спасти горящий самолёт, но, убедившись, что это невозможно, ухитрился его отогнать «куда подальше» и тоже покинул. Его искали несколько суток. Сочли уже погибшим если не от увечий при аварии, то от 30-градусного мороза. Но он не замёрз, а отыскал в лесу избушку, в которой зимовал лесник, имевший большие запасы крепких напитков. В этой избушке Анохин провёл несколько суток. Только отдохнув и отоспавшись, он распрощался со своим гостеприимным собутыльником, добрался до большой дороги и вернулся «с того света» к постоянному месту службы..
17 февраля 1959 года Анохину в числе первых 10 лётчиков присвоено звание «Заслуженный лётчик-испытатель СССР» и вручён знак № 1.
В феврале 1959 года проводил работу по определению возможности вывода самолёта из перевёрнутого штопора вслепую (испытания проводились на самолёте МиГ-15УТИ). В 1960 году выполнил несколько десятков полётов на летающей лаборатории Ту-104АК, созданной для исследования режима невесомости.
Параллельно с испытаниями самолётов проводил испытания планеров А-13 (1958 г.), А-15 (первый вылет — 26.03.1960), «Амур» (1961 г.), принимает участие в испытаниях планера КАИ-17 (1962 г.).
В августе 1962 г. по здоровью списан с лётно-испытательной работы в транспортную авиацию. После этого работал заместителем начальника лётно-испытательного комплекса ЛИИ по методическим вопросам. В феврале 1964 вышел в отставку, в марте уволился из ЛИИ.
С 5 мая 1964 года и. о. начальника методического отдела в ОКБ-1 (НПО Энергия).
23 мая 1966 года включён в группу кандидатов в космонавты по программе «Союз», командир группы. Прошёл курс подготовки к космическим полётам, в августе 1967 включён в группу кандидатов в космонавты (ЦКБЭМ) по программе Н1—Л3 (высадка на Луну), в 1967-68 проходил подготовку в составе группы. В сентябре 1968 года прекратил подготовку, но остался командиром отряда гражданских космонавтов. С октября 1973 года — начальник отдела ЦКБЭМ, с марта 1974 года — начальник сектора, с 27 ноября 1978 года — зам. командира отряда космонавтов-испытателей, с марта 1982 года — ведущий инженер в ЦКБЭМ.
Последний раз поднялся в небо в 1983 году в возрасте 73 лет на мотодельтаплане в Коктебеле, на торжествах, посвящённых 60-летию советского планеризма.

 Сергей Анохин, обычно молчаливый, казавшийся застенчивым, замкнутым, после первых стопок становился интереснейшим собеседником и бесхитростным рассказчиком необычайных лётных происшествий. Рассказывал Анохин с удивительной простотой, доходчиво и без всякой рисовки. У неискушённого слушателя, не знающего Анохина, создавалось впечатление, что работа лётчика-испытателя — дело простое, отнюдь не героическое и совсем непонятно, почему в мирное время погибают лётчики-испытатели..
За время своей лётной деятельности освоил около 200 типов самолётов и планеров, провёл испытания 30 типов самолётов, выполнил 308 парашютных прыжков, из них 6 — вынужденных.

### Семья
Жена — известная планеристка Маргарита Карловна Раценская (1913—2005) (в своё время она была его ученицей в ВЛПШ).
Сын — Сергей Сергеевич Анохин (1937 г.р.), работал лаборантом и курьером в ЛИИ.
Дочь — Мария Сергеевна Анохина (февраль 1941—1945). Дочь — Наталия Сергеевна Анохина (1945 г.р.).

### Смерть
Сергей Николаевич Анохин умер 15 апреля 1986 года вследствие болезни (рак желудка), он похоронен на Новодевичьем кладбище (участок # 7).

## Награды и звания
- Герой Советского Союза (03.02.1953)
- 3 ордена Ленина (25.07.1949, 03.02.1953, 31.03.1980)
- 2 ордена Красного Знамени и (19.06.1943, 31.07.1948)
- 3 ордена Отечественной войны 1-й степени (16.09.1945, 20.09.1947, 11.03.1985)
- Орден Красной Звезды (31.07.1961)
- Медаль «За боевые заслуги» (1952)
- Медаль «В ознаменование 100-летия со дня рождения Владимира Ильича Ленина» (1970)
- Медаль «Партизану Отечественной войны» 1-й степени
- Медаль «За оборону Москвы»
- Медаль «За Победу над Германией в Великой Отечественной войне 1941-1945 гг.»
- Медаль «20 лет Победы в Великой Отечественной войне 1941-1945 гг.»
- Медаль «30 лет Победы в Великой Отечественной войне 1941-1945 гг.»
- Медаль «40 лет Победы в Великой Отечественной войне 1941-1945 гг.»
- Медаль «Ветеран труда»
- Медаль «Ветеран Вооружённых Сил СССР»
- Медаль «30 лет Советской Армии и Флота» (1948)
- Медаль «40 лет Вооружённых Сил СССР» (1958)
- Медаль «50 лет Вооружённых Сил СССР» (1968)
- Медаль «60 лет Вооружённых Сил СССР» (1978)
- Медаль «В память 800-летия Москвы» (1947)
- Медаль «За безупречную службу» 1-й степени (1962)
- Медаль «За безупречную службу» 2-й степени (1957)
  - Медаль «Китайско-советской дружбы» (КНР)
- Заслуженный лётчик-испытатель СССР (17.02.1959)
- Сталинская премия второй степени (1953)
- Заслуженный мастер спорта СССР (1950)

## Память
- Именем Анохина названы улица в Жуковском и планета, открытая 17 июля 1969 года и зарегистрированная в апреле 1996 года
- На доме, где он жил в Москве (Кудринская площадь, дом 1), установлена мемориальная доска
- Центральный планерный аэроклуб в Орле (аэродром Пугачёвка) носит имя Сергея Анохина
- Об Анохине сняты документальные фильмы: «Лётчики-испытатели СССР. Сергей Анохин.» — Студия Крылья России, 2008 (недоступная ссылка) и Студия «Крылья России» (2009). «Дороже золота. Лётчики-испытатели. Герои Советского Союза». Документальный фильм.  130 мин. Архивировано из оригинала 5 февраля 2012. Дата обращения: 6 августа 2011. {{cite episode}}: |series= пропущен или пуст (справка)